# Contacten
Contacten (voor OS X 10.8 Adresboek genoemd) is een applicatie voor het besturingssysteem macOS van Apple. De gebruiker kan met de applicatie contacten organiseren en beheren. Daarnaast kan het synchroniseren en integreren met andere functies en applicaties van het besturingssysteem.

## Functies
- Exporteren en importeren van contacten in versie 3 van het vCard-formaat.
- Een C- en Objective-C-API om te communiceren met andere applicaties.
- Printen van etiketten en enveloppen.
- Automatisch zoeken naar dubbele gegevens.
- Melding bij adreswijziging.
- Organiseren van contacten in groepen.
- Slimme groepen, gebaseerd op Spotlight.
- Adressen opzoeken in Google Maps.
- Automatisch samenvoegen van contacten bij importeren.
- Aangepaste velden en categorieën.
- Automatische opmaak van telefoonnummers.
- Synchroniseren met Microsoft Exchange Server, Yahoo! en Google.

### Integratie met macOS
- Contacten worden geïndexeerd door Spotlight.
- Verjaardagen worden weergeven in Agenda.
- Een Dashboard-widget.
- Ondersteuning voor AppleScript.